# Кульяновка
Кульяновка — малая река в Новокузнецке, приток Рушпайки. Длина реки 6 км, площадь водосбора 8 км².

## Описание
Река Кульяновка берёт начало на правом склоне долины реки Томь и впадает в Рушпайку справа на расстоянии 4,4 км от устья. В верхней части водосборный бассейн представлен крутыми логами с временными водотоками, стекающими со склонов. Среднемесячный расход воды 95 % обеспеченности для естественного режима — 0,003 м³/с. На всём протяжении реки естественный режим нарушен сбросами сточных вод, мостовыми и дюкерными переходами. Весеннее половодье многопиковое. Максимальные уровни наблюдаются во время прохождения дождевых паводков и превосходят уровни весеннего половодья.

## Загрязнение
Река Кульяновка сильно страдает от загрязнения, так как протекает в промзоне. В 2008 году на шесть километров её длины приходились сбросы пяти крупных предприятий — ОАО «Органика», ОАО «Завод Универсал», ОАО «Кузнецкие ферросплавы», ОАО «РУСАЛ Новокузнецк», Кузнецкая ТЭЦ. В 2011 году было выяснено, что в приток реки Кульяновки сбрасываются сточные воды с превышением нормативов допустимых концентраций загрязняющих веществ — алюминия, фтора и железа.
Однако уже в 2013 году количество загрязнителей реки сократилось: на Новокузнецком алюминиевом заводе компании РУСАЛ была построена и введена в эксплуатацию система замкнутого водооборота стоимостью 304 млн рублей, позволившая предприятию полностью ликвидировать сбросы в Кульяновку. С этого времени все промливневые стоки, образующиеся на НкАЗе, аккумулируются, очищаются на станции химводоочистки до уровня технической воды и возвращаются в производство.
В бассейне реки находится посёлок Кульяновка (часть Кузнецкого района), состоящий из Новороссийской и Онежской улиц.